# Hu Jia (simhoppare)
Hu Jia (kinesiska: 胡佳?, pinyin: Hú Jia), född 10 januari 1983 i Wuhan, Hubei, är en kinesisk simhoppare. Han är flerfaldig medaljör i OS och VM på 10 meter, däribland erhöll han guldmedalj i OS 2004 och i VM 2005.

### Fotnoter
1. ↑  ”Hua Jia Bio, Stats, and Results - Olympics at Sports.reference.com”. sportsreference.com. Sportsreference. Arkiverad från originalet den 30 september 2015. https://web.archive.org/web/20150930223311/http://www.sports-reference.com/olympics/athletes/hu/hu-jia-1.html. Läst 2 november 2015.